# Delaney Rudd
Edward Delaney Rudd (Halifax, Carolina del Norte, 8 de noviembre de 1962) es un exjugador de baloncesto estadounidense que disputó cuatro temporadas en la NBA, siete en la liga francesa, además de jugar en la liga griega y en ligas menores estadounidenses. Con 1,88 metros de estatura, jugaba en la posición de base.

## Trayectoria deportiva

### Universidad
Jugó durante cuatro temporadas en los Demon Deacons de la Universidad de Wake Forest, en las que promedió 11,7 puntos, 1,7 rebotes y 2,5 asistencias por partido.

#### Estadísticas
| Temporada | Equipo      | Conf. | Partidos | MIN  | TC  | TCA  | %TC  | 3P  | 3PA | %3P  | TL  | TLA | %TL  | REB | ASIS | ROB | TAP | PER | FP  | PTS  |
| 1981-82   | Wake Forest | ACC   | 22       | 6.8  | 0.5 | 1.4  | .333 |     |     |      | 0.2 | 0.5 | .500 | 0.2 |      | 0.2 | 0.0 | 0.6 | 0.9 | 1.1  |
| 1982-83   | Wake Forest | ACC   | 32       | 31.4 | 5.3 | 10.1 | .528 | 0.4 | 0.9 | .448 | 1.7 | 2.2 | .768 | 2.0 |      | 1.0 | 0.1 | 1.9 | 2.4 | 12.8 |
| 1983-84   | Wake Forest | ACC   | 31       | 32.6 | 5.5 | 10.6 | .518 |     |     |      | 2.4 | 2.7 | .859 | 1.8 |      | 0.9 | 0.0 | 1.7 | 2.4 | 13.3 |
| 1984-85   | Wake Forest | ACC   | 29       | 34.5 | 7.2 | 15.6 | .465 |     |     |      | 2.2 | 2.7 | .818 | 2.6 |      | 1.0 | 0.1 | 1.9 | 3.2 | 16.7 |
| Total     | Wake Forest |       | 114      | 27.8 | 4.9 | 9.9  | .495 | 0.4 | 0.9 | .448 | 1.7 | 2.1 | .805 | 1.7 |      | 0.8 | 0.0 | 1.6 | 2.3 | 11.7 |

### Profesional
Fue elegido en la octogésimo tercera posición del Draft de la NBA de 1985 por Utah Jazz, pero fue despedido antes del comienzo de la competición. Jugó dos temporadas en la USBL y la CBA, ligas menores estadounidenses, hasta que en 1987 fichó por el PAOK Salónica de la liga griega para disputar la Copa Korac, jugando al año siguiente también la competición local.
En 1989 ficha como agente libre por Milwaukee Bucks, siendo descartado poco antes del inicio de la competición, fichando entonces por los Utah Jazz. Allí jugó durante tres temporadas como suplente de John Stockton, siendo la más destacada la segunda, en la que promedió 4,0 puntos y 2,4 asistencias por partido.
Al término de la temporada 1991-92 los Jazz renuncian a sus derechos, fichando entonces por Houston Rockets, quienes finalmente lo descartan para la competición. Ficha entonces por los Rapid City Thrillers de la CBA, y ya avanzada la temporada es reclamado por los Portland Trail Blazers, donde disputa 15 partidos, promediando 1,7 puntos y 1,1 asistencias.
A finales de la temporada 1992-93 ficha por el PSG Racing Basket de la liga francesa, disputando dos partidos en los que promedia 26 puntos. Al año siguiente ficharía por el ASVEL Villeurbanne, ya con 31 años, y allí desarrollaría el resto de su carrera deportiva, jugando 6 temporadas en el equipo francés. En todas ellas disputó el All-Star, siendo elegido mejor jugador del campeonato en 1996 y 1997, años en los que consigue también ganar la Copa de Francia.
En 1997 se clasifica con su equipo para disputar la Final Four de la Euroliga, tras eliminar en cuartos de final al Efes Pilsen, cayendo en semifinales ante el FC Barcelona, por 77-70, anotando 20 puntos. en el partido de consolación perderían ante el Olimpia Liubliana.
Fue además el mejor pasador de la liga francesa en 1998,promediando 7,4 asistencias por partido, y en tres ocasiones disputó la final de liga, en 1996, 1997 y 1999, cayendo en dos ocasiones ante el Pau-Orthez y otra ante el PSG Racing Basket. su camiseta con el número 4 fue retirada por el club como homenaje a su carrera.

## Estadísticas de su carrera en la NBA

### Temporada regular
| Temporada | Edad | Equipo                 | Liga | P   | TIT | MIN  | TC  | TCA | %TC  | 3P  | 3PA | %3P  | TL  | TLA | %TL  | R.OF. | R.DEF. | REB | ASIS | ROB | TAP | PER | FP  | PTS |
| 1989-90   | 27   | Utah Jazz              | NBA  | 77  | 2   | 11.0 | 1.4 | 3.4 | .429 | 0.2 | 0.7 | .286 | 0.5 | 0.7 | .660 | 0.2   | 0.6    | 0.7 | 2.3  | 0.3 | 0.0 | 1.1 | 1.1 | 3.5 |
| 1990-91   | 28   | Utah Jazz              | NBA  | 82  | 0   | 10.7 | 1.5 | 3.5 | .435 | 0.2 | 0.7 | .279 | 0.7 | 0.9 | .831 | 0.2   | 0.6    | 0.8 | 2.6  | 0.4 | 0.0 | 1.2 | 1.1 | 4.0 |
| 1991-92   | 29   | Utah Jazz              | NBA  | 65  | 0   | 8.3  | 1.2 | 2.9 | .399 | 0.2 | 0.7 | .234 | 0.5 | 0.6 | .762 | 0.2   | 0.6    | 0.8 | 1.7  | 0.2 | 0.0 | 0.8 | 1.0 | 3.0 |
| 1992-93   | 30   | Portland Trail Blazers | NBA  | 15  | 1   | 6.3  | 0.5 | 2.4 | .194 | 0.1 | 0.7 | .091 | 0.7 | 0.9 | .786 | 0.3   | 0.3    | 0.6 | 1.1  | 0.1 | 0.0 | 0.7 | 0.5 | 1.7 |
| Total     |      |                        | NBA  | 239 | 3   | 9.9  | 1.3 | 3.2 | .413 | 0.2 | 0.7 | .257 | 0.6 | 0.8 | .761 | 0.2   | 0.6    | 0.8 | 2.2  | 0.3 | 0.0 | 1.0 | 1.0 | 3.4 |

### Playoffs
| Temporada | Edad | Equipo    | Liga | P  | MIN | TCA | TC | 3PA | 3P | TLA | TL | R.OF. | REB | ASIS | ROB | TAP | PER | FP | PTS | %TC  | %3P  | %FT  | MIN | PTS | REB | AST |
| 1989-90   | 27   | Utah Jazz | NBA  | 5  | 45  | 8   | 23 | 1   | 7  | 1   | 2  | 1     | 3   | 13   | 1   | 0   | 3   | 10 | 18  | .348 | .143 | .500 | 9.0 | 3.6 | 0.6 | 2.6 |
| 1990-91   | 28   | Utah Jazz | NBA  | 9  | 58  | 9   | 21 | 4   | 12 | 2   | 4  | 2     | 2   | 17   | 3   | 0   | 3   | 6  | 24  | .429 | .333 | .500 | 6.4 | 2.7 | 0.2 | 1.9 |
| 1991-92   | 29   | Utah Jazz | NBA  | 10 | 84  | 10  | 21 | 2   | 7  | 3   | 4  | 0     | 4   | 19   | 3   | 0   | 4   | 11 | 25  | .476 | .286 | .750 | 8.4 | 2.5 | 0.4 | 1.9 |
| Total     |      |           | NBA  | 24 | 187 | 27  | 65 | 7   | 26 | 6   | 10 | 3     | 9   | 49   | 7   | 0   | 10  | 27 | 67  | .415 | .269 | .600 | 7.8 | 2.8 | 0.4 | 2.0 |